# タイソン・ジャクソン
タイソン・ジャクソン（Tyson Jackson 1986年6月6日- ）はルイジアナ州ニューオーリンズ出身の元アメリカンフットボール選手。NFLのカンザスシティ・チーフス、アトランタ・ファルコンズに所属していた。現役時代のポジションはディフェンシブエンド。

## 経歴

### プロ入りまで
高校時代、アメリカンフットボールのディフェンシブラインマンとして3年次には16サックをあげた。またバスケットボールも行っている。大学入学前、Rivals.com に三ツ星にランクされた彼はオクラホマ州立大学、コロラド大学からもリクルーティングを受けたが地元のルイジアナ州立大学に進学した。
2004年シーズンはレッドシャツで過ごした。2005年には13タックル（8ソロタックル）、2サックをあげてサウスイースタン・カンファレンスのフレッシュマンオールチームに選ばれた。2006年には先発左ディフェンシブエンドとなり、37タックル（13ソロタックル）、8.5サック、1ファンブルリカバー、1インターセプトをあげてカンファレンスのセカンドチームに選ばれた。2007年には14試合中13試合に左ディフェンシブエンドとして先発出場し、36タックル（15ソロタックル）、3.5サック、1ファンブルフォースをあげた。2008年には36タックル（17ソロタックル）、4.5サック、１ファンブルリカバーをあげた。彼は4年間で先発38試合を含む53試合に出場、122タックル（53ソロタックル）、1インターセプト、2ファンブルフォース、2ファンブルリカバー、そして大学歴代8位となる18.5サックをあげた。

### カンザスシティ・チーフス
大学時代は4-3ディフェンスでプレーしたジャクソンだが、プロでは3-4ディフェンスのディフェンシブエンドに適していると期待され、2009年のNFLドラフト1巡全体3位でカンザスシティ・チーフスに指名された。彼の契約は難航し、トレーニングキャンプ開始時点では合意に達せず、ウィスコンシン州リバーフォールズのキャンプ地には赴かなかった。8月7日、5年間5700万ドル（3100万ドルの保障）でチーフスと契約を結んだ。この年、全16試合に出場し38タックル（27ソロタックル）、2パスブロックをあげたがサック0に終わった。
2010年シーズン前半はひざの怪我に苦しんだ。